# Magno
Magno är en spansk brandy från bodegan Osborne. Magno lanserades 1955. Magno ligger på en något högre prisnivå än Osbornes brandy Veterano.